# 북구 (대구 선거구)
북구는 대한민국의 옛 국회의원 선거구이다. 당시 대구광역시 북구 지역을 관할했다.

## 역사
제13대 국회의원 선거를 앞두고 동구·북구 선거구에서 북구 지역이 단독 선거구를 형성하게 되면서 신설되었다.
제15대 국회의원 선거를 앞두고 북구 선거구가 갑, 을로 분구되면서 폐지되었다.

## 역대 국회의원
| 선거   | 정당 | 정당       | 의원   |
| ------ | ---- | ---------- | ------ |
| 1988년 |      | 민주정의당 | 김용태 |
| 1992년 |      | 민주자유당 | 김용태 |

## 역대 선거 결과

### 대한민국 제13대 국회의원 선거
|  | 46.04% |

|  | 42.14% |

|  | 9.56% |

|  | 2.24% |

### 대한민국 제14대 국회의원 선거
|  | 46.81% |

|  | 29.11% |

|  | 9.84% |

|  | 5.81% |

|  | 4.93% |

|  | 3.47% |